# Таргиз
Таргиз — посёлок в Чунском районе Иркутской области России. Административный центр Таргизского муниципального образования. Находится примерно в 77 км к югу от районного центра.

## Население
По данным Всероссийской переписи, в 2010 году в посёлке проживало 470 человек (212 мужчин и 258 женщин).